# Wesley Moraes
Wesley Moraes Ferreira da Silva, mais conhecido como Wesley Moraes (Juiz de Fora, 26 de novembro de 1996), é um futebolista brasileiro que atua como centroavante. Atualmente está no Shenzhen Peng City.
Em maio de 2018, ele foi eleito o Melhor Jovem da temporada 2017–18 do Campeonato Belga. Em junho de 2019 transferiu-se para o Aston Villa, da Inglaterra, sendo a transferência mais cara da história do clube e da liga belga, além de ser o primeiro brasileiro a jogar no "Villa".

## Carreira

### Itabuna
Após ser reprovado em uma peneira no Atlético-MG, Wesley Moraes tentou a sorte no Itabuna, da Bahia. Tendo se juntado ao clube aos quatorze anos, Wesley se profissionalizou no Itabuna, jogando no Campeonato Baiano entre 2013 e 2015. Posteriormente ele fez um período de testes em alguns clubes europeus, incluindo um longo período de seis meses no Sub-19 do Atlético de Madrid, onde jogou em torneios em Bilbau e na Croácia. Depois ainda passou três meses fazendo testes no Nancy, da França, mas nenhum dois dois times lhe ofereceu um contrato profissional.

### Trenčín
Em julho de 2015, Wesley transferiu-se para o Trenčín, da Eslováquia, que tomou conhecimento dele depois de seus testes na Europa. No dia 14 de julho de 2015, ele jogou pelo Trenčín contra o Steaua București na segunda rodada da fase de qualificação da Liga dos Campeões de 2015–2016. Marcou duas vezes no jogo de volta contra o Steaua, ajudando sua equipe a vencer por 3 a 2, mas o clube não avançou para a próxima rodada.

### Brugge

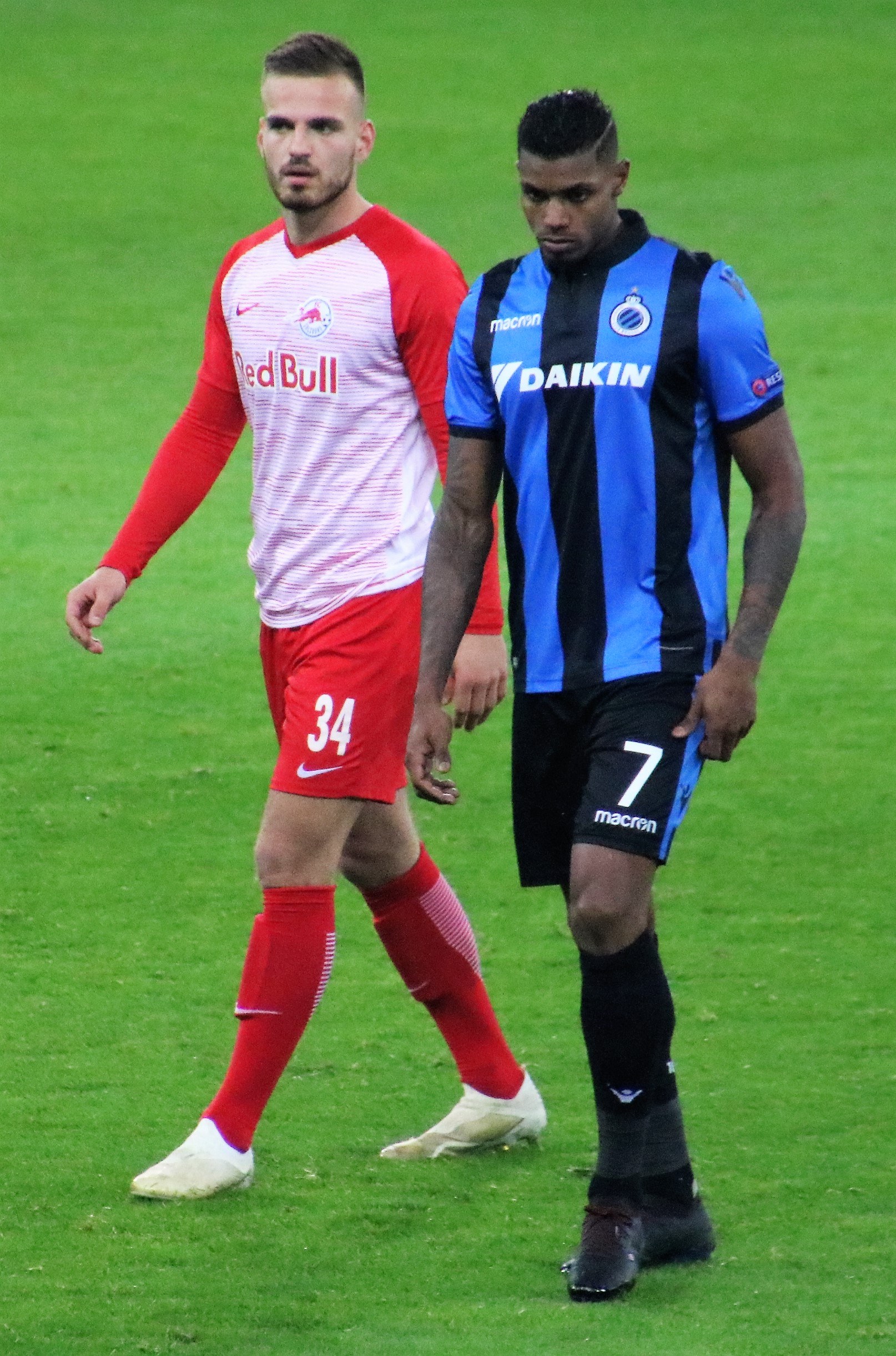
Wesley Moraes atuando pelo Brugge na UEFA Europa League

No dia 29 de janeiro de 2016, transferiu-se para o Brugge, da Bélgica. Marcou seu primeiro gol pela nova equipe em sua partida de estreia, contra o KVC Westerlo.

### Aston Villa
No dia 13 de junho de 2019, Wesley foi contratado pelo Aston Villa, que disputa a Premier League, pelo valor de 22 milhões de libras. O atacante brasileiro foi a maior contratação da história do clube inglês. Marcou seu primeiro gol com a camisa do clube no dia 23 de agosto, numa vitória de 2 a 0 contra o Everton, pela terceira rodada da Premier League de 2019–20. Já no dia 22 de setembro, novamente pela Premier League, marcou seu segundo gol pelo Villa numa derrota de 3 a 2 para o Arsenal.

### Internacional
Anunciado pelo Internacional em 7 de janeiro de 2022, disputou 21 partidas e marcou 2 gols, o primeiro gol foi em sua estreia como jogador do Inter, diante do União Frederiquense pelo Campeonato Gaúcho, e seu último gol diante do 9 de Octubre pela Copa Sul-Americana. O jogador deixou o clube gaúcho após tímida passagem na equipe treinada por Mano Menezes.
O jogador fizera apenas 2 gols e foi devolvido ao Aston Villa que o repassou, por empréstimo, a outra equipe europeia.

### Levante
Deixou o Internacional em 20 de julho de 2022, tendo o empréstimo repassado ao Levante.
Na equipe espanhola, o jogador atuou na Segunda Divisão Espanhola de 2022–23, participando da campanha que quase levou o Levante ao acesso à La Liga. No entanto, a equipe de Valência perdeu a final dos play-offs para o Alavés. Wesley deixou a equipe após marcar 4 gols.[carece de fontes?]

### Stoke City
Em julho de 2023, o jogador assinou com o Stoke City em definitivo por uma temporada.

### Fatih Karagümrük
Assinou em agosto de 2024 com o clube turco Fatih Karagümrük.

## Seleção Brasileira
Após lesão de David Neres, no dia 9 de novembro de 2019 Wesley foi convocado pelo técnico Tite para os amistosos contra a Argentina e Coreia do Sul.

## Títulos
Trenčín
- Campeonato Eslovaco: 2015–16

Club Brugge
- Campeonato Belga: 2015–2016 e 2017–18
- Supercopa da Bélgica: 2016–17 e 2018–19

### Individuais
- Melhor Jovem da temporada 2017–18 do Campeonato Belga[13]